# Sachsen-Saalfeld
Sachsen-Saalfeld var ett ernestinskt hertigdöme som bildades genom 1680 års stora delning av Sachsen-Gotha.
År 1739 blev det nyvunna Coburg hertigarnas residens. Saalfeld tillföll 1826 Sachsen-Meiningen. Den ursprungligen i Saalfeld regerande linjen innehade sedan 1826 hertigdömet Sachsen-Coburg-Gotha.

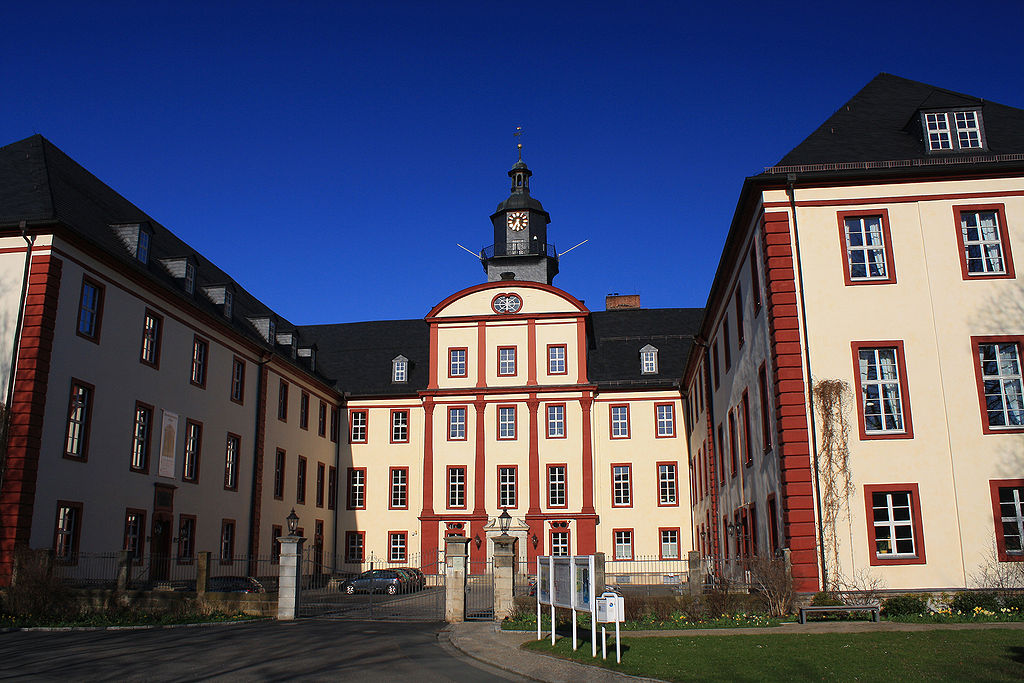
Schloss Saalfeld.

## Hertigar av Sachsen-Saalfeld
- Johan Ernst IV (1675–1729)
- Kristian Ernst II (1729–1745)